# Joe Fabel
Joseph "Joe" Fabel (Pittsburgh, Pensilvania;  4 de septiembre de 1913-Allegheny, Pensilvania; 31 de enero de 1967) fue un jugador de baloncesto estadounidense que disputó una temporada en la NBA, y una más en la NBL. Con 1,85 metros de estatura, jugaba en la posición de escolta.

## Trayectoria deportiva

### Universidad
Jugó durante su etapa universitaria con los Panthers de la Universidad de Pittsburgh, siendo el primer jugador salido de dicha institución en jugar en la BAA o la NBA, pasando 28 años hasta que en 1975 lo lograra Billy Knight.

### Profesional
Comenzó su andadura profesional en 1938 con los Pittsburgh Pirates de la NBL, donde jugó un único partido, en el que anotó 6 puntos. Tras la Segunda Guerra Mundial, en 1946 se incorporó a la plantilla de los Pittsburgh Ironmen de la recién creada BAA, con los que jugó la única temporada del equipo en la liga, en la que promedió 2,1 puntos por partido.

#### Estadísticas en la BAA

##### Temporada regular
| Temporada | Edad | Equipo             | Liga | P | TIT | MIN | TC  | TCA | %TC  | 3P | 3PA | %3P | TL  | TLA | %TL  | R.OF. | R.DEF. | REB | ASIS | ROB | TAP | PER | FP  | PTS |
| 1946-47   | 33   | Pittsburgh Ironmen | BAA  |   | 30  |     | 0.8 | 3.2 | .260 |    |     |     | 0.4 | 0.9 | .500 |       |        |     | 0.1  |     |     |     | 2.1 | 2.1 |
| Total     |      |                    | BAA  |   | 30  |     | 0.8 | 3.2 | .260 |    |     |     | 0.4 | 0.9 | .500 |       |        |     | 0.1  |     |     |     | 2.1 | 2.1 |